# Paulí de Nola
Paulí de Nola (? - 431) fou bisbe de Nola al començament del segle v. És venerat com a sant per l'Església catòlica i l'ortodoxa. La tradició diu que va ser l'inventor de les campanes o, almenys, el primer que va fer-les servir per a cridar els fidels cristians. Per això, se'l representa amb una campana i és el sant patró dels campaners.

## Biografia

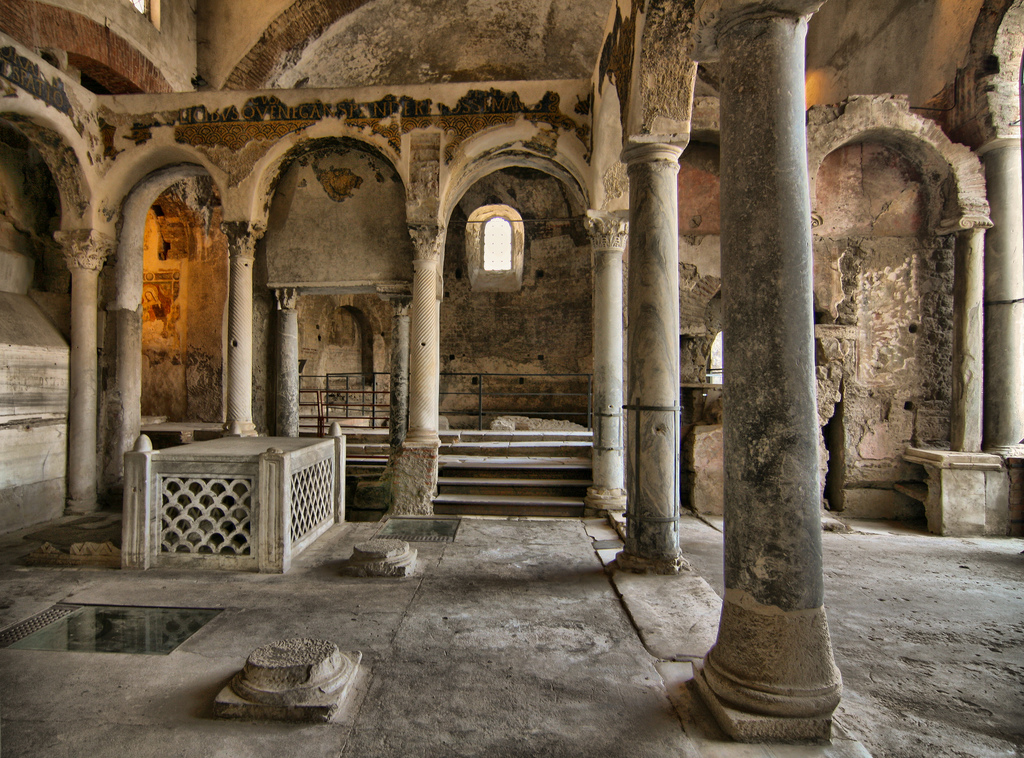
Basílica de Cimitile, antiga seu episcopal de Nola; l'ara del centre és l'antiga tomba de Sant Fèlix i, al costat, la de Sant Paulí

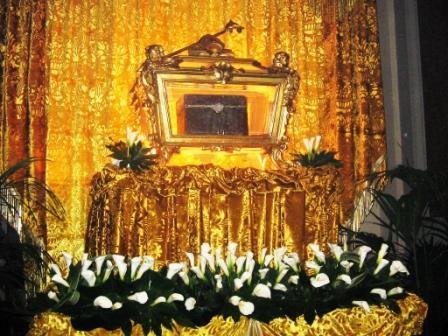
Urna amb les relíquies del sant, portades des de Roma (Nola, Catedral)

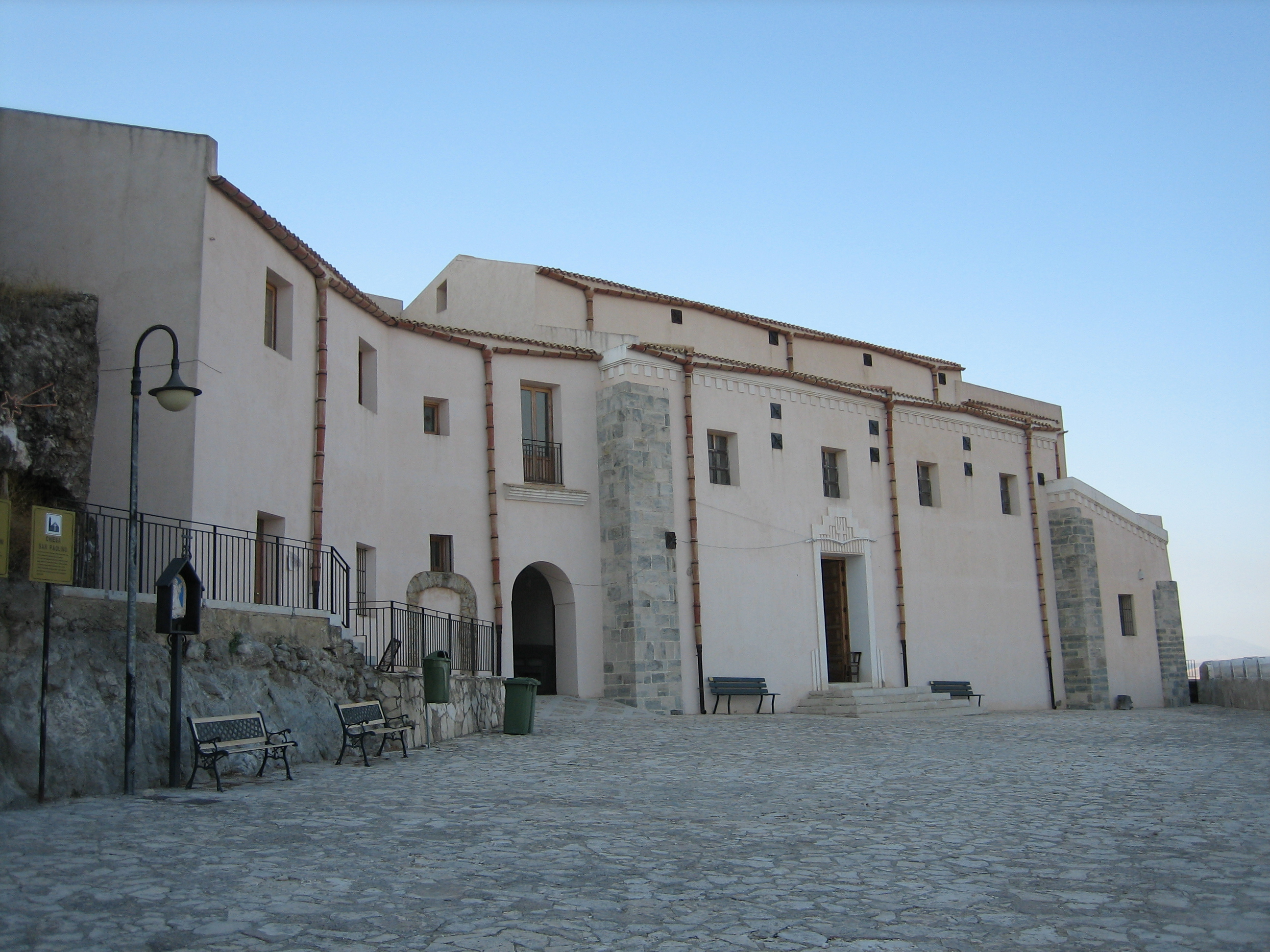
Santuari de San Paolino a Sutera, amb l'urna de les relíquies, de 1496

Va néixer a prop de Bordeus, a una ciutat anomenada Embromagum vers el 353, en una família il·lustre. Va tenir de mestre Dècim Magne Ausoni. Va arribar a cònsol sufecte abans dels 26 anys i es va casar a una rica dama de nom Teràsia, amb la qual va harmonitzar perfectament.
Al cap d'uns anys va descobrir el cristianisme i va adoptar aquesta religió de la mà de Delfí, bisbe de Bordeus vers el 389; va distribuir les seves riqueses entre els pobres i se'n va anar a Hispània amb la seva dona. Allí tingué amb la seva esposa Teràsia, un fill mort vuit dies després del seu naixement segurament a Complutum (prop de l'actual Alcalá de Henares) entre els anys 390 i 393. Paulí en el seu Carmen XXXI dirigit al seu mestre el poeta Dècim Magne Ausoni, li explicà que havia tingut el goig de poder-lo enterrar a Complutum prop del lloc del martiri d'uns infants, que més tard s'identificaren com sant Just i sant Pastor. Aquesta desgràcia i altres, com la mort del seu germà, el van distanciar del món; va passar quatre anys de retirament i després va decidir una retirada definitiva dedicat a la vida religiosa.
A Barcelona fou forçat pel poble a acceptar el càrrec de prevere (fou ordenat pel bisbe Lampi l'any 393), però no va restar-hi molt de temps i se'n va anar a Itàlia, passant per Florència, Roma (on fou rebut pel papa Sirici I) i finalment Nola a Campània on tenia algunes terres (394); prop de la ciutat, a Cimitile, on hi havia la seu episcopal, hi havia la tomba miraculosa amb les relíquies de Fèlix de Nola, confessor i màrtir on s'havia edificat una església i aquí es va acomodar Paulí amb alguns seguidors i la seva dona; va restar 15 anys en actes de meditació i caritat fins que vers el 409 fou nomenat bisbe de la ciutat. Excepte pels atacs gots la resta del seu bisbat fou pacífic.

## Obres
Va escriure, i es conserven:
- Epislolae (51 cartes)
- Carmina (32), que el fan un dels grans poetes llatins dels primers temps del cristianisme, juntament amb Aureli Climent Prudenci, en qui influí
- Passio S. Genesii Arelatensis

Altres obres no conservades i que li són atribuïdes:
1. Ad Theodosium Panegyricus
2. De Poenitentia et de Laude generali omnium Martyrum
3. Epistolae ad Sororem
4. Epistolae ad Amzicos
5. Suetonii Libri III. de Regibus in epitomen versibus redacti
6. Traducció de les Recognitiones (suposadament de Climent Romà)
7. Un Sacramentarium i
8. un Hymnarium

## Veneració
Va ser enterrat a la seu de Cimitile, prop de Nola. D'allí van passar, el 1001, a Roma on una part va ser donada al príncep Federico Chiaramonte el 1220. La família les va custodiar i en 1336 va fer construir el santuari de San Paolino a Sutera (Sicília), on les va dipositar. La resta van romandre a Roma, d'on, el 1909 van ser donades a la Catedral de Nola, on van ser dipositades en una urna.